# 于天华
于天华（1967年10月9日—2014年6月29日）出生于中华人民共和国山东省临清市，是中国警察、公安部门官员，1994年4月加入中国共产党，曾任中華人民共和國公安部情报中心副主任，2008年9月至2011年7月援疆，任新疆维吾尔自治区公安厅党委委员、副厅长。

## 生平
于天华1990年从中国刑事警察学院刑事侦察专业毕业。毕业后至2008年在公安部刑事侦查局历任科级大案处（后为反恐怖处、爆炸恐怖案件侦查处）历任科员、副处长、处长。2008年9月任公安部刑事侦查局副巡视员，2008年9月至2011年7月援疆，任新疆维吾尔自治区公安厅党委委员、副厅长。2012年7月任公安部情报中心副主任。
于天华曾直接组织参与侦破20多起劫机案件及“新疆系列爆炸案”、“ 石家庄爆炸案件”、“北大、清华爆炸案”、“南京小汤山投毒案”、“大连5·7空难”上百起重大恶性案件和中央交办的重大案件。新疆“7.5”事件中，他被派到乌鲁木齐市“前指”任副总指挥，全程参与了一线的案件侦查、社会面巡控、善后等事件的全部处置工作。
2014年6月29日于天华在乌鲁木齐市突发疾病，经抢救无效去世。

## 所获奖励
- 1998年被评为公安部“十佳青年”、中央国家机关“优秀青年”。
- 1999年被评为“全国优秀人民警察”。
- 2000年被公安部和中央国家机关工委评为“优秀党员”。
- 2004年获中央国家机关“五一劳动奖章”。
- 2005年获“全国先进工作者”称号。
- 2007年作为公安部机关党代表参加了中国国家机关党代会。
- 2008年被选为中央国家机关的奥运火炬手。